# Helle Pedersen
Helle Pedersen (* 8. Dezember 1963) ist eine ehemalige dänische Fußballspielerin.

## Karriere

### Vereine
Pedersen spielte ausschließlich für den in Ballerup (wenige Kilometer nordwestlich von Kopenhagen), in der gleichnamigen Kommune in der Region Hovedstaden, ansässigen Verein Ballerup-Skovlunde Fotbold.

### Nationalmannschaft
Pedersen bestritt in einem Zeitraum von zwei Jahren neun Länderspiele für die A-Nationalmannschaft. Am 1. Mai 1983 spielte sie und auch ihre Mannschaft das erste Mal gegen die Nationalmannschaft Deutschlands. Im dritten Spiel der EM-Qualifikationsgruppe 4 endete das Spiel in Delmenhorst 1:1 unentschieden. Als Gruppenerster für die Finalrunde der Europameisterschaft 1984 qualifiziert, wurde sie am 8. April 1984 im Hinspiel des 1. Halbfinales gegen die Nationalmannschaft Englands, bei der 1:2-Niederlage in Crewe als Einwechselspielerin für Mette Munk Nielsen in der 57. Minute eingesetzt. Ihren nächsten Einsatz als Nationalspielerin bestritt sie ebenfalls in der EM-Qualifikation; im ersten Spiel der Gruppe 1 in Odense endete das Spiel gegen die Nationalmannschaft Finnlands ebenfalls 1:1 unentschieden – in dem sie mit dem Treffer zur 1:0-Führung in der 14. Minute ihr erstes Länderspieltor erzielte. Sie nahm mit ihrer Mannschaft an der Mundialito, einem internationalen Einladungsturnier um die Kleine Weltmeisterschaft in Italien vom 19. bis zum  24. August 1985 teil, in dem sie vier Spiele bestritt (1:0 vs. England, 2:2 vs. Vereinigte Staaten, 1:2 vs. Italien, 1:0 vs. Vereinigte Staaten) und dieses mit ihrer Mannschaft auf Platz 3 beendete. Ihr einziges in Freundschaft ausgetragenes Länderspiel bestritt sie am 18. September 1985 in Hørsholm im torlosen Duell mit der Nationalmannschaft Schwedens. Ihren letzten Einsatz als Nationalspielerin für den DBU hatte sie am 2. Oktober 1985 im Ullevaal-Stadion von Oslo beim 2:2-Unentschieden gegen die Nationalmannschaft Norwegens – erneut in der EM-Qualifikation, im vierten Spiel der Gruppe 1.

## Erfolge
- Dritter Mundialito 1985
- Halbfinalist Europameisterschaft 1984